# 维多利亚战役
维多利亚战役（Battle of Vitoria），半岛战争其中一场战役。由威灵顿侯爵率领的英、葡、西联军在西班牙维多利亚中击败了由约瑟夫·波拿巴和让-巴普蒂斯·儒尔当率领的法军，最终导致半岛战争以联军胜利结束。德国作曲家路德维希·范·贝多芬为威灵顿在此役中取得的胜利，写下了作品号91的威灵顿的胜利，或维多利亚战役，深受公众欢迎。

## 註腳
1. 1 2 3 4  Bodart 1908，第452頁.
2. ↑  Gates (2002)，第390頁.
3. ↑  Glover (2001)，第243頁.